# فرانسیسکو مانوئل دوران
فرانسیسکو مانوئل دوران (انگلیسی: Francisco Manuel Durán؛ زادهٔ ۲۸ آوریل ۱۹۸۸) بازیکن فوتبال اهل اسپانیا است.
از باشگاه‌هایی که در آن بازی کرده‌است می‌توان به باشگاه فوتبال الچه، باشگاه فوتبال مالاگا، و باشگاه فوتبال لیورپول اشاره کرد.
وی همچنین در تیم ملی فوتبال ریر ۱۹ سال اسپانیا بازی کرده‌است.